# Basket Trapani 2004-2005
Questa voce raccoglie le informazioni riguardanti il Basket Trapani nelle competizioni ufficiali della stagione 2004-2005.

## Verdetti stagionali
Competizioni nazionali
- Legadue:

stagione regolare: 10º posto su 16 squadre (13-17)

## Stagione
La stagione 2004-2005 del Basket Trapani sponsorizzata Banca Nuova, è la 6ª nel secondo campionato italiano di pallacanestro, la Legadue. Si è classificato al 10º posto, sfiorando l'accesso ai play-off.

## Divise di gioco
Il fornitore ufficiale di materiale tecnico per la stagione 2004-2005 è Macron.
| Casa | Trasferta |

## Organigramma societario
Area dirigenziale
- Presidente: Andrea Magaddino
- General Manager: Giuseppe Grasso
- Team Manager: Andrea Burgarella
- Addetto Stampa: Cristina Pia Fallucca
- Segreteria: Francesca Ritondo
- Relazioni esterne: Aldo Virzì

Area tecnica
- Allenatore: Luca Banchi
- Vice Allenatore: Flavio Priulla
- Medico: Antonino Marrone
- Preparatore Atletico: Oscar Tipa
- Massaggiatore: Vincenzo Colbertaldo
- Responsabile Statistiche: Flavio Zummo
- Responsabile settore giovanile: Flavio Priulla

## Roster
| Basket Trapani 2004-2005 | Basket Trapani 2004-2005 |
| Giocatori                | Staff tecnico            |
| ------------------------ | ------------------------ |

| N. | Naz.                                     | Ruolo | Nome                                | Anno | Alt.   | Peso   |  |
| -- | ---------------------------------------- | ----- | ----------------------------------- | ---- | ------ | ------ |  |
| 4  | Stati Uniti (bandiera)                   | P     | Brent Darby                         | 1981 | 185 cm | 91 kg  |  |
| 5  | Italia (bandiera)                        | AC    | Alessandro Agosta                   | 1984 | 204 cm | 100 kg |  |
| 6  | Italia (bandiera)                        | G     | Angelo Genco                        | 1986 | 191 cm |        |  |
| 8  | Italia (bandiera)                        | P     | Tommaso Marino                      | 1986 | 190 cm | 85 kg  |  |
| 9  | Italia (bandiera)                        | G     | Gianluca Tartamella                 | 1987 | 19 cm  |        |  |
| 10 | Italia (bandiera)                        | GA    | Fabio Zanelli                       | 1976 | 196 cm | 85 kg  |  |
| 11 | Italia (bandiera)                        | P     | Alessandro Bianchi (dal 25/02/2005) | 1977 | 185 cm | 77 kg  |  |
| 13 | Lettonia (bandiera) · Italia (bandiera)  | A     | Gints Antrops                       | 1982 | 202 cm | 103 kg |  |
| 14 | Argentina (bandiera) · Italia (bandiera) | G     | Germán Sciutto                      | 1984 | 190 cm | 90 kg  |  |
| 15 | Stati Uniti (bandiera)                   | A     | Kris Clack                          | 1977 | 194 cm | 101 kg |  |
| 16 | Stati Uniti (bandiera)                   | AC    | Chris Owens                         | 1979 | 203 cm | 113 kg |  |
| 17 | Italia (bandiera)                        | AC    | Paolo Monzecchi (C)                 | 1971 | 203 cm | 104 kg |  |
| 20 | Italia (bandiera)                        | C     | Mattia Soloperto                    | 1980 | 210 cm | 100 kg |  |
|    | Italia (bandiera)                        | G     | Walter Agugliaro                    | 1988 | 180 cm |        |  |

| Allenatore                                                          |
| Luca Banchi                                                         |
| Assistente/i                                                        |
| Flavio Priulla Legenda - (C) Capitano - (IN) Inattivo - Infortunato |

## Mercato[1]

### Sessione estiva
| Arrivi           | Arrivi              | Arrivi             | Arrivi |
| R                | Nome                | da                 |        |
| ---------------- | ------------------- | ------------------ | ------ |
| P                | Brent Darby         | Mac. Rishon LeZion |        |
| P                | Tommaso Marino      | Mens Sana Siena    |        |
| G                | Fabio Zanelli       | B.C. Ferrara       |        |
| A                | Gints Antrops       | Virtus Bologna     |        |
| G                | Germán Sciutto      | Virtus Ragusa      |        |
| A                | Kris Clack          | Basket Napoli      |        |
| C                | Chris Owens         | C.R. River Raiders |        |
| C                | Paolo Monzecchi     | RB Montecatini     |        |
| C                | Mattia Soloperto    | A. Costa Imola     |        |
| Altre operazioni |                     |                    |        |
| R                | Nome                | da                 |        |
| C                | Alessandro Agosta   | Virtus Siena       |        |
| G                | Angelo Genco        | Set. giovanile     |        |
| G                | Gianluca Tartamella | Set. giovanile     |        |
| P                | Walter Agugliaro    | Set. giovanile     |        |

| Partenze         | Partenze               | Partenze            |
| R                | Nome                   | da                  |
| ---------------- | ---------------------- | ------------------- |
| P                | Davide Virgilio        | Veroli Basket       |
| A                | Francesco Berlati      | Pall. Senigallia    |
| C                | Stefano Scrocco        | Latina Basket       |
| A                | Diego Zivic            | Latina Basket       |
| C                | Luciano Saborido       | Ares Ribera         |
| C                | Lorenzo Di Marcantonio | Patti               |
| C                | Augusto Binelli        | Benedetto XIV Cento |
| A                | Giampaolo Zamberlan    | Veroli Basket       |
| Altre operazioni |                        |                     |
| R                | Nome                   | a                   |
| P                | Riccardo Serena        | Rovereto Basket     |
| P                | Dario Milazzo          | Orlandina           |
| A                | Gaspare Erice          | Basket Montevarchi  |
| G                | Edoardo Zinetti        | Free agent          |

### Operazioni esterne alla sessione
| Arrivi | Arrivi             | Arrivi              |
| R      | Nome               | da                  |
| ------ | ------------------ | ------------------- |
| P      | Alessandro Bianchi | Basket Silvi Marina |

| Partenze | Partenze            | Partenze  |
| R        | Nome                | a         |
| -------- | ------------------- | --------- |
| P        | Stefano Rabaglietti | Lumezzane |

## Risultati

### Campionato

#### Girone di andata
| Arbitri: | Gianni Caroti (Cecina) Eduardo Ciano (Vicopisano) |

|             |            |                    |
| Darby 31    | Punti      | 16 Hawkins         |
| Sciutto 6   | Assist     | 1 Foiera, Hawkins  |
| Owens 7     | Rimbalzi   | 11 Powell          |
| Luca Banchi | Allenatori | Franco Marcelletti |

| Arbitri: | Vincenzo Terranova Gianluca Calbucci (Pomezia) |

|              |            |                |
| Esposito 23  | Punti      | 24 Owens       |
| Esposito 3   | Assist     | 2 Owens, Darby |
| Salvi 11     | Rimbalzi   | 7 Clack        |
| Demis Cavina | Allenatori | Luca Banchi    |

| Arbitri: | Paolo Quacci (Cura Carpignano) Corrado Federici (Roma) |

|                  |            |                       |
| Owens 18         | Punti      | 15 Hicks              |
| Zanelli, Owens 2 | Assist     | 1 Monti, Meini, Hicks |
| Owens 16         | Rimbalzi   | 11 Monti              |
| Luca Banchi      | Allenatori | Marco Calvani         |

| Arbitri: | Paolo Longhi Paolo Bertelli (Genova) |

|                    |            |             |
| Guyton 25          | Punti      | 16 Darby    |
| Brewer 3           | Assist     | 10 Owens    |
| Podestà 11         | Rimbalzi   | 5 Darby     |
| Giordano Consolini | Allenatori | Luca Banchi |

| Arbitri: | Lorenzo Gori Gabriele Bettini (Bologna) |

|                |            |               |
| Owens 17       | Punti      | 19 Bagnoli    |
| Darby, Clack 1 | Assist     | 6 Bagnoli     |
| Owens 14       | Rimbalzi   | 9 Johnson     |
| Luca Banchi    | Allenatori | Maurizio Lasi |

| Arbitri: | Andrea Masi Alessandro Martolini (Roma) |

|                  |            |                |
| Klimavičius 17   | Punti      | 21 Darby       |
| Callori 3        | Assist     | 3 Clack        |
| Klimavičius 10   | Rimbalzi   | 9 Clack, Owens |
| Mauro Procaccini | Allenatori | Luca Banchi    |

| Arbitri: | Emanuele Aronne (Viterbo) Luca Weidmann (Campobasso) |

|             |            |                    |
| Darby 24    | Punti      | 18 Gregory         |
| Darby 5     | Assist     | 3 Morri            |
| Clack 8     | Rimbalzi   | 10 Shoemaker       |
| Luca Banchi | Allenatori | Alessandro Finelli |

| Arbitri: | Antonio Florian Eduardo Ciano (Vicopisano) |

|                 |            |             |
| Wilson 24       | Punti      | 22 Darby    |
| Stanic 4        | Assist     | 2 Owens     |
| Washington 11   | Rimbalzi   | 9 Clack     |
| Franco Gramenzi | Allenatori | Luca Banchi |

| Arbitri: | Roberto Materdomini (Grottaglie) Gaetano Perretti (Napoli) |

|             |            |                  |
| Darby 30    | Punti      | 28 Rotondo       |
| Darby 6     | Assist     | 1 Abram, Hartman |
| Clack 12    | Rimbalzi   | 9 Coleman        |
| Luca Banchi | Allenatori | Giorgio Valli    |

| Arbitri: | Alessandro Terreni (Vicenza) Paolo Bertelli (Genova) |

|             |            |               |
| Owens 26    | Punti      | 17 Collins    |
| Darby 6     | Assist     | 2 Vanuzzo     |
| Sciutto 7   | Rimbalzi   | 9 Smith       |
| Luca Banchi | Allenatori | Fabio Corbani |

| Arbitri: | Roberto Paesetto Saverio Lanzarini (Bologna) |

|                     |            |                  |
| Tyler 18            | Punti      | 26 Owens         |
| Childress 4         | Assist     | 3 Clack, Zanelli |
| Chiaramello 8       | Rimbalzi   | 10 Clack         |
| Stefano Pillastrini | Allenatori | Luca Banchi      |

| Arbitri: | Andrea Masi Barbara La Rocca |

|             |            |                    |
| Darby 23    | Punti      | 17 Rush            |
| Clack 5     | Assist     | 1 5 giocatori      |
| Owens 10    | Rimbalzi   | 9 Cattabiani       |
| Luca Banchi | Allenatori | Alessio Baldinelli |

| Arbitri: | Paolo Quacci (Cura Carpignano) Gabriele Bettini (Bologna) |

|                  |            |               |
| Monroe 29        | Punti      | 30 Owens      |
| Rencher 5        | Assist     | 1 4 giocatori |
| 5 giocatori 6    | Rimbalzi   | 7 Owens       |
| Mehmed Bečirovič | Allenatori | Luca Banchi   |

| Arbitri: | Roberto Materdomini Luca Weidmann (Campobasso) |

|               |            |                             |
| Thomas 21     | Punti      | 15 Zanelli                  |
| Busca 5       | Assist     | 1 Monzecchi, Sciutto, Clack |
| Whisby 18     | Rimbalzi   | 5 Owens                     |
| Luca Dalmonte | Allenatori | Luca Banchi                 |

| Arbitri: | Vincenzo Terranova Massimiliano Barni |

|             |            |                      |
| Zanelli 18  | Punti      | 23 Howell            |
| Darby 5     | Assist     | 5 Oliver             |
| Clack 10    | Rimbalzi   | 13 Montonati         |
| Luca Banchi | Allenatori | Giovanni Perdichizzi |

#### Girone di ritorno
| Arbitri: | Giorgio Provini Alessandro Martolini |

|                    |            |             |
| Colson 36          | Punti      | 31 Darby    |
| 4 giocatori 2      | Assist     | 5 Darby     |
| Josh Powell 15     | Rimbalzi   | 11 Clack    |
| Franco Marcelletti | Allenatori | Luca Banchi |

| Arbitri: | Roberto Pasetto Gaetano Perretti |

|             |            |                      |
| Clack 23    | Punti      | 21 Campbell          |
| Clack 14    | Assist     | 4 Esposito, Campbell |
| Darby 5     | Rimbalzi   | 10 Merriex, Salvi    |
| Luca Banchi | Allenatori | Demis Cavina         |

| Arbitri: | Paolo Longhi Eduardo Ciano |

|                       |            |             |
| Smith 36              | Punti      | 23 Darby    |
| Hicks, Meini, Smith 3 | Assist     | 5 Clack     |
| Giovacchini 8         | Rimbalzi   | 10 Clack    |
| Marco Calvani         | Allenatori | Luca Banchi |

| Arbitri: | Lorenzo Gori Corrado Federici |

|                    |            |                    |
| Darby 18           | Punti      | 22 Guyton, Brewer  |
| Zanelli, Sciutto 3 | Assist     | 4 Davison          |
| Owens 15           | Rimbalzi   | 8 Davison          |
| Luca Banchi        | Allenatori | Giordano Consolini |

| Arbitri: | Giorgio Provini Paolo Bertelli |

|               |            |                         |
| Hawkins 27    | Punti      | 24 Darby                |
| Bagnoli 4     | Assist     | 1 Zanelli, Darby, Owens |
| Johnson 7     | Rimbalzi   | 9 Owens                 |
| Maurizio Lasi | Allenatori | Luca Banchi             |

| Arbitri: | Roberto Materdomini Saverio Lanzarini |

|             |            |                    |
| Owens 22    | Punti      | 26 Cinciarini      |
| Zanelli 4   | Assist     | 2 Cinciarini       |
| Owens 16    | Rimbalzi   | 8 Forrest, Callori |
| Luca Banchi | Allenatori | Mauro Procaccini   |

| Arbitri: | Alessandro Martolini Gianluca Calbucci |

|                    |            |             |
| Gregory 28         | Punti      | 24 Darby    |
| Cooper 7           | Assist     | 5 Darby     |
| Stern 14           | Rimbalzi   | 19 Owens    |
| Alessandro Finelli | Allenatori | Luca Banchi |

| Arbitri: | Roberto Pasetto Fabrizio Conti |

|               |            |                 |
| Darby 23      | Punti      | 31 Wilson       |
| 4 giocatori 3 | Assist     | 6 Stanic        |
| Owens 15      | Rimbalzi   | 6 Robinson      |
| Luca Banchi   | Allenatori | Franco Gramenzi |

| Arbitri: | Paolo Longhi Saverio Lanzarini |

|                        |            |             |
| Rotondo 24             | Punti      | 22 Owens    |
| Abram 9                | Assist     | 7 Darby     |
| Coleman, Pellettieri 7 | Rimbalzi   | 7 Owens     |
| Giorgio Valli          | Allenatori | Luca Banchi |

| Arbitri: | Lorenzo Gori Gabriele Bettini |

|                   |            |             |
| Collins 21        | Punti      | 27 Darby    |
| Mathis, Collins 4 | Assist     | 3 Darby     |
| Vanuzzo 8         | Rimbalzi   | 8 Monzecchi |
| Fabio Corbani     | Allenatori | Luca Banchi |

| Arbitri: | Emanuele Aronne Giorgio Provini |

|                  |            |                           |
| Owens 20         | Punti      | 20 Marquinhos             |
| Darby, Zanelli 3 | Assist     | 5 Childress               |
| Owens 7          | Rimbalzi   | 7 Chiaramello, Marquinhos |
| Luca Banchi      | Allenatori | Stefano Pillastrini       |

| Arbitri: | Gianni Caroti Corrado Federici |

|                 |            |             |
| Taylor 31       | Punti      | 27 Owens    |
| Cattabiani 2    | Assist     | 1 Darby     |
| Rush 7          | Rimbalzi   | 12 Owens    |
| Giancarlo Sacco | Allenatori | Luca Banchi |

| Arbitri: | Andrea Masi Gianluca Calbucci |

|                 |            |                  |
| Owens, Darby 29 | Punti      | 23 Thompson      |
| Clack 8         | Assist     | 4 Rencher        |
| Darby 9         | Rimbalzi   | 9 González       |
| Luca Banchi     | Allenatori | Mehmed Bečirovič |

| Arbitri: | Giorgio Provini Barbara La Rocca |

|             |            |               |
| Clack 30    | Punti      | 29 Ivory      |
| Owens 4     | Assist     | 6 Busca       |
| Owens 12    | Rimbalzi   | 6 Williams    |
| Luca Banchi | Allenatori | Luca Dalmonte |

| Arbitri: | Roberto Materdomini Gaetano Perretti |

|                      |            |                       |
| McIntyre 31          | Punti      | 22 Owens              |
| McIntyre 8           | Assist     | 1 Clack, Darby, Owens |
| Grappasonni 8        | Rimbalzi   | 11 Owens              |
| Giovanni Perdichizzi | Allenatori | Luca Banchi           |